# François-Marie de Manzi
François Marie de Manzi ou de Mansi, francisation de Francesco Maria Manzi  (né le 6 novembre 1694 à Longiano  - † le 6 octobre 1774 à Avignon), ecclésiastique italien, fut successivement évêque de Cavaillon de 1742 à 1757 puis archevêque d'Avignon de 1757 à sa mort.

## Biographie
Francesco Maria Manzi, dit François Marie de Mansi, est né dans le château de Longiano dans le diocèse de Rimini d'une famille de patriciens de Césène. Il étudie les lettres au collège d'Urbino et ensuite au collège Montalto de Bologne. Il part ensuite pour Rome. Ordonné prêtre en 1731 il devient auditeur pour la nonciature de Pologne. Il sert le pape Benoit XIV notamment comme secrétaire du chiffre à la diète d'Empire de Francfort-sur-le-Main lors des tractations qui précèdent l'élection de l'empereur Charles VII et il est récompensé par sa nomination comme évêque de Cavaillon le 30 juillet 1742.
Il est consacré le 30 septembre par son prédécesseur devenu archevêque d'Avignon. Il fait son entrée dans son diocèse le 30 octobre 1743. Il est transféré sur le siège archiépiscopal d'Avignon en 1757 afin de succéder à Joseph de Guyon de Crochans mort en 1756. Il y occupe les fonctions de vice-légat pontifical à Avignon en 1760, de 1766 à 1767. Après l'expulsion des Jésuites du royaume de France, il les reçoit dans le comtat Venaissin mais lors de l'occupation de la région par les troupes de Louis XV entre 1768 et 1774, il fait sa soumission au roi de France ce qui lui vaut d'être destitué et exilé par le Pape. Il est toutefois réintégré dans son siège mais il doit faire face à l'opposition de son vicaire général Malière ; il redevient vice-légat en 1774 mais il meurt la même année.